# Nicolás Casimiro
José Nicolás Casimiro Fulgencio (Santo Domingo, República Dominicana; 28 de abril de 1911-Santo Domingo; 17 de septiembre de 1964) fue un cantante dominicano.

## Biografía
En la década de 1930 dio principio su carrera como cantante en diferentes emisoras de radio. En 1943, comenzó a presentarse en “La Voz del Yuna”, de la provincia Bonao.  Por esa época, se desempeñó también como voz solista de la “Orquesta San José” y de la “Orquesta Continental”.
En 1948, se incorporó al elenco de La Voz Dominicana, primera planta televisora del país. De esa época datan sus presentaciones televisivas cantando a dúo con Fellita Cabrera.
En 1957 realizó sus primeras grabaciones en 45 RPM. Su padecimiento de diabetes fue minando su salud hasta su deceso el 17 de septiembre de 1964.

## Discografía parcial
- Nicolás Casimiro y sus amigos
- Nicolás Casimiro canta
- Ese es Nicolás Casimiro.